# SEXY-J
SEXY-J（セクシージェイ）は、かつて活動していた日本の女性アイドルグループ。この項目では派生ユニットについても記述する。

## 概要
2013年8月に小島みなみと紗倉まなで結成されたユニット・乙女フラペチーノ（現 おとといフライデー）を始まりとする、懐かしのヒット曲をAV女優がカバーしてCDリリースするという企画グループである。グループ名は「セクシー女優」から取られ、コンセプトは「AV女優は40代前後のファンが多いから、なじみの昭和ヒット曲をアイドルAV女優が歌う」。ただし、後述のように活動とともにコンセプトは崩れていっており、最終的には渡り廊下走り隊『青春のフラッグ』（2010年）をカバーするなど「許可が取れた曲を歌う」スタイルとなっていった。
2014年4月2日に「乙女フラペチーノ」が『後ろから前から』でCDデビュー。同年7月9日には瑠川リナが『17才』で、同年10月8日には冬月かえでが『そのままの君でいて』でそれぞれソロデビュー。ただ、グループとしての「SEXY-J」の活動はなく、あくまでも個人やユニットで活動する形式だった。
乙女フラペチーノはフラペチーノの商標権を持つスターバックスから商標に関する異議申し立てがあり、2017年3月に略称が同じ「おとフラ」となる「おとといフライデー」にグループ名を改称。命名者は3rdシングル「私ほとんどスカイフィッシュ」の作詞を手掛けた吉田靖直（トリプルファイヤー）。
2014年12月7日開催されたイベント「SEXY❤J発足記念! ちょっと早いクリスマスカジュアルライブ」で3人の新メンバー（白石茉莉奈、天使もえ、長澤えりな）の加入が発表され、7人によるアイドルグループとしての活動をスタートさせた。2015年1月21日に『セーラー服を脱がさないで』でCDデビュー。
メンバーにはおニャン子クラブと同じく会員番号があるが、熟女部門“熟SEN”のメンバーにはない。
2017年10月13日、ファイナルライブが12月19日に川崎クラブチッタで開催されることが告知され、11月14日に公式サイトで解散を発表。
なお、おとといフライデーの活動は継続される。

## メンバー

### 解散時のメンバー
| 会員番号 | 名前       | 所属事務所                     | 加入日         | 備考                                                       |
| -------- | ---------- | ------------------------------ | -------------- | ---------------------------------------------------------- |
| 1        | 小島みなみ | マインズ                       | -              | ユニット「おとといフライデー」としても活動                 |
| 2        | 紗倉まな   | マインズ                       | -              | ユニット「おとといフライデー」としても活動                 |
| 5        | 白石茉莉奈 | Bstar                          | 2014年12月7日  |                                                            |
| 6        | 天使もえ   | Bstar                          | 2014年12月7日  |                                                            |
| 8        | 栗林里莉   | ジャパントータルプロモーション | 2015年5月29日  |                                                            |
| 10       | きみと歩実 | マインズ                       | 2015年5月29日  |                                                            |
| 12       | 春原未来   | BELLTECH                       | 2015年5月29日  |                                                            |
| 13       | 天海つばさ | ディノ                         | 2015年5月29日  |                                                            |
| 15       | 浅田結梨   | エルプロモーション             | 2015年12月10日 |                                                            |
| 16       | 蓮実クレア | LINX                           | 2015年12月10日 |                                                            |
| 17       | 通野未帆   | GREEN                          | 2016年5月13日  |                                                            |
| 18       | 尾上若葉   | マインズ                       | 2016年5月13日  |                                                            |
| 20       | あかね葵   | ジャパントータルプロモーション | 2017年6月30日  |                                                            |
| 21       | 栄川乃亜   | ライフプロモーション           | 2017年6月30日  |                                                            |
| 22       | 桜木優希音 | エルプロモーション             | 2017年6月30日  |                                                            |
| 23       | 原美織     | オフィスBLITZ                  | 2017年6月30日  |                                                            |
| 24       | 妃月るい   | ジャパントータルプロモーション | 2017年6月30日  |                                                            |
| -        | 白木優子   | エムコム                       | 2015年5月29日  | 熟SENメンバー ユニット「おとな。エスプレッソ」としても活動 |
| -        | 一条綺美香 | LINX                           | 2016年5月13日  | 熟SENメンバー ユニット「おとな。エスプレッソ」としても活動 |

### 元メンバー
| 会員番号 | 名前       | 所属事務所 （卒業時点）   | 加入日        | 卒業日         | 備考                                            |
| -------- | ---------- | ------------------------- | ------------- | -------------- | ----------------------------------------------- |
| 3        | 瑠川リナ   | エルプロモーション        | -             | 2016年12月15日 | AV引退後も活動を継続                            |
| 4        | 冬月かえで | ティーパワーズ            | -             | -              | 事前告知なくプロフィールが ホームページから削除 |
| 7        | 長澤えりな | クルーズグループ          | 2014年12月7日 | 2016年4月30日  | AV引退後も活動を継続                            |
| 9        | 澁谷果歩   | クルーズグループ          | 2015年5月29日 | 2016年4月30日  |                                                 |
| 11       | 香西咲     | フリー                    | 2015年5月29日 | -              | 前所属事務所とのトラブルで 活動不能             |
| 14       | あやみ旬果 | ティーパワーズ            | 2015年5月29日 | 2016年10月24日 |                                                 |
| 19       | 橋本ありな | ARROWS                    | 2016年7月23日 | 2017年5月11日  |                                                 |
| 25       | 麻里梨夏   | C-more エンターテイメント | 2017年6月30日 | -              | 事前告知なくプロフィールが ホームページから削除 |

## ディスコグラフィ
特記ない場合、ファーストミュージック（SPACE SHOWER MUSIC）から発売。

### シングル
SEXY-J
- セーラー服を脱がさないで（2015年1月21日発売）
- 青春のフラッグ（2016年5月13日発売）

乙女フラペチーノ→おとといフライデー
瑠川リナ
- 17歳（2014年7月9日発売）
- ダンシング・ヒーロー（2015年7月8日発売）

冬月かえで
- そのままの君でいて（2014年10月8日発売）

天使もえ
- 亜麻色の髪の乙女（2015年3月18日発売）
- innocent Angel（2017年8月2日発売）※「AMATSUKA」名義、天使もえ作詞のオリジナル曲

白石茉莉奈
- 1986年のマリリン（2015年3月18日発売）
- DESIRE～情熱～（2016年12月7日発売）

長澤えりな
- センチメンタル・ジャーニー（2015年5月13日発売）

白木優子
- 元禄花見踊り（2015年7月22日発売）

栗林里莉
- キッスは目にして!（2015年8月5日発売）

澁谷果歩
- 夏のお嬢さん（2015年8月5日発売）

きみと歩実
- 学園天国（2015年9月16日発売）

香西咲
- 涙の太陽（2015年9月16日発売）

天海つばさ
- 翼の折れたエンジェル（2015年11月11日発売）

春原未来
- 慟哭（2015年12月10日発売）

あやみ旬果
- 素敵なラブリーボーイ（2016年3月31日発売）

オトナ。エスプレッソ
- 他人の関係（2016年8月25日発売）

蓮実クレア
- ひと夏の経験（2016年10月5日発売）

### アルバム
SEXY-J
- 裏ベスト（2016年7月23日発売） - 主なカップリング曲を集めたベスト盤、イベントなど会場限定で発売

## テレビ番組
- NONFIX 「脱ぐオンナたち 〜アイドルになる〜」（2016年12月17日、フジテレビ）[6]